# Regaré con lágrimas tus pétalos
Regaré con lágrimas tus pétalos és un curtmetratge de dibuixos animats realitzat per Juan Carlos Marí i produït en col·laboració amb l'Institut de la Cinematografia i de les Arts Audiovisuals i "Canal 9 TVV" de la "Generalitat Valenciana", guanyador del Premi Goya al millor curtmetratge d'animació en la XVIII edició dels Premis Goya.

## Sinopsi
Aquesta història es desenvolupa en un afable poble perdut entre les muntanyes. Tot comença quan després d'una intensa pluja d'estiu- una goteta d'aigua cau just damunt d'una rosa que viu tranquil·lament al pati d'una casa, sorgint entre aquests dos una bonica història d'amor.